# Кажимеж Гурда
Кажѝмеж Гу̀рда (на полски: Kazimierz Gurda) е полски римокатолически духовник, доктор на богословските и патристичните науки, епископ на Шедлешката епархия от 2015 година. Ректор на Висшата духовна семинария в Келце (1998 – 2005) и викарен епископ на Келецката епархия (2005 – 2014).

## Биография
Роден на 20 август 1953 година в село Кшьонжнице Велке, Малополско войводство. Получава начално образование в родното си село. През 1972 година завършва общообразователния лицей в град Прошовице, след което се записка да учи във Висшата духовна семинария в Келце. На 11 юни е ръкоположен за свещеник от келецкия епископ Ян Ярошевич. Служи като викарий на енории в Пинчов (1978 – 1979) и Белини. През 1981 година е изпратен да специализира патристика в Патристичния институт „Аугустинианум“ при Папския Латерански университет в Рим. В 1988 година защитава докторска теза на тема: „Концепция за надеждата в тълкуването на псалм №118 от Св. Амврозий“ (на полски: Koncepcja nadziei w interpretacji psalmu 118 św. Ambrożego”). От септември 1989 година започва да преподава патристика и латински език в Келецката семинария. През 1996 година става енорийски свещеник на енорията „Свети Йосиф“ в село Загнанск. Две години по-късно е избран за ректор на семинарията. На 18 декември 2004 година папа Йоан-Павел II го номинира за викарен епископ на Келецката епархия и титулярен епископ на Кусира. Приема епископско посвещение (хиротония) на 5 февруари 2005 година в Келецката катедрала от епископ Кажимеж Ричан. На 16 април 2014 година е номиниран от папа Франциск за шедлешки епископ. Приема канонично епархията на 23 май 2014 година и влиза в Шедлешката катедрала на следващия ден.